# Mein Onkel vom Mars
Mein Onkel vom Mars (Originaltitel My Favorite Martian) ist eine amerikanische Sitcom, ausgestrahlt von CBS vom 29. September 1963 bis 4. September 1966 in 107 Episoden. Staffel 1 und 2 bestanden aus 75 in Schwarzweiß gedrehten Folgen, die 3. Staffel aus 32 Folgen in Farbe. In Deutschland wurde die Serie 1976 im ZDF erstmals ausgestrahlt und ist bis heute nicht wiederholt worden. Hauptdarsteller sind Ray Walston als Onkel Martin (der Marsmensch) und Bill Bixby als Tim O’Hara.

## Handlung
Ein menschlich aussehender Außerirdischer vom Planeten Mars macht mit seinem Raumschiff eine Bruchlandung in der Nähe von Los Angeles. Er ist auf der Erde gestrandet. Tim O’Hara, ein junger Zeitungsreporter, ist auf dem Weg von der Edwards Air Force Base, wo er einen Bericht über einen Flug der X-15 verfasste, zurück nach Los Angeles, als er das Raumschiff abstürzen sieht.
Tim hilft dem Marsianer und nimmt ihn mit nach Hause, wo er ihn als seinen Onkel Martin ausgibt. Nach außen gibt sich Martin als normaler Mensch aus, lediglich Tim weiß von seiner Herkunft und seinen verschiedenen besonderen Fähigkeiten, wie beispielsweise zwei ausfahrbaren Antennen, telepathischen Kräften, der Fähigkeit mit Tieren zu sprechen oder Dinge mittels Fingerzeig schweben zu lassen.
In mehreren Episoden baut Martin besondere Geräte, wie zum Beispiel eine Zeitmaschine, welche Tim und Martin in mehreren Episoden zu exotischen Orten wie dem alten England oder dem Wilden Westen transportiert.

## Produktion
Die Serie wurde von Jack Chertok Television für CBS in den Studios der Desilu Productions im 35-mm-Filmformat gedreht (1.–2. Staffel) bzw. in den Studios von MGM (3. Staffel in Farbe mit neuen Kulissen). Später fielen die Rechte an Warner Bros. Television Distribution und gingen 1998 wieder an Jack Chertok Television zurück.

## Comics
Bei Gold Key erschien zur TV-Serie My Favorite Martian in den USA von Oktober 1963 bis Juli 1966 eine Comic-Serie mit neun Ausgaben. 2011/2012 gab es eine Neuauflage von Hermes Press in Form von zwei Sammelbänden mit allen Ausgaben. Außerdem gab es am amerikanischen Gratis-Comic-Tag 2012 einen kostenlosen Nachdruck eines klassischen Gold-Key-Comicheftes von My Favorite Martian.

## Filmmusik
Die Filmmusik von George Greeley ist bei La-La-Land Records auf CD erschienen. Es war die erste TV-Serie, in der ein elektronisches Musikinstrument verwendet wurde, wobei in diesem Fall Paul Tanner ein Tannerin spielt. Tracks der Soundtrack-CD (Gesamtlänge: 1:14:20): 1. Opening Titles (0:33), 2. A Loaf of Bread, a Jug of Wine, and Peaches (4:32), 3. Raffles No. 2 (6:05), 4. The Party (source) (1:43), 5. Rocket to Mars (3:55), 6. Going, Going, Gone (2:10), 7. My Nephew the Artist (1:44), 8. Uncle Martin's Broad Cast (3:21), 9. Hitch-Hike to Mars (2:16), 10. An Old, Old Friend of the Family (5:13), 11. Unidentified Flying Uncle Martin (3:30), 12. Danger! High Voltage (4:15), 13. If You Can't Lick 'Em (4:46), 14. Oh, My Aching Antenna (2:20), 15. The Disastro-Nauts (4:00), 16. Shake Well and Don't Use (3:41), 17. Nothing But The Truth (3:43), 18. The Night Life of Uncle Martin (3:03), 19. Martian Report #1 (1:13), 20. Won't You Come Home Uncle Martin, Won't You Come Home (2:19), 21. We Love You, Miss Pringle (3:17), 22. 006 3/4 (6:05), 23. End Titles (0:36).
In Deutschland gab es einen anderen Titelsong (Text: „Mein Onkel vom Mars macht die tollsten Sachen, mein Onkel vom Mars bringt die Leute zum Lachen. Fliegt die Welt in die Luft, wer wars? Mein Onkel, mein Onkel vom Mars. …“) vom Orchester Amper & Strittmatter (Quirin Amper Jr. und Fred Strittmatter), erhältlich auf mehreren TV-Filmmusik-Samplern und als MP3-Download. Quirin Amper Jr. (der Vater von Robert Amper und Thomas Amper) und Fred Strittmatter komponierten auch die deutschen Filmmusiken zu Bezaubernde Jeannie und Verliebt in eine Hexe. Die Noten, der komplette Text und die Melodie des deutschen Titelsongs zu Mein Onkel vom Mars wurden bei Music Notes veröffentlicht.

## Synchronisation
Bei der Synchronisation der dritten Staffel, die als einzige in Deutschland lief, wurde die Rolle des Onkel Martin (gespielt von Ray Walston) von Erich Ebert gesprochen. Die andere Hauptrolle Tim (gespielt von Bill Bixby) sprach Berno von Cramm. Die Synchronisation fand 1976 bei FSM (Fernsehstudio München) statt. Synchronregie führte Eberhard Storeck.

## Kinofilm
Der Onkel vom Mars: 1999 erschien ein Kinofilm mit Christopher Lloyd als Martin und Jeff Daniels als Tim.

## DVDs
Die ersten beiden Staffeln erschienen in den USA bereits 2004 und 2005 bei Rhino Entertainment auf DVD. Die dritte Staffel wurde erst im Oktober 2012 auf DVD veröffentlicht. In Australien erschienen alle drei Staffeln 2007–2008 bei Umbrella Entertainment auf DVD. 2017 gab es in Australien eine remasterte Neuauflage bei Madman mit neuem Bonusmaterial. Network plant in England eine Veröffentlichung der kompletten Serie auf DVD. Ende 2008 gab es in der Zeitschrift „Widescreen“ eine große Farbanzeige der Firma Laser Paradise für eine deutsche DVD-Veröffentlichung von „Mein Onkel vom Mars“ auf dem Backcover des Heftes. Zu einer Veröffentlichung bei Laser Paradise kam es jedoch nie.
2017 erwarb Pidax für Deutschland die DVD-Veröffentlichungsrechte von Jack Chertok Television.
Volume 1 von Staffel 3 der Serie erschien am 23. April 2018 auf DVD bei Pidax, Vol. 2 am 29. Juni 2018 und Vol. 3 am 24. August 2018. Für Vol. 1 ließ Pidax die im ZDF nicht gesendete Pilotepisode von „Mein Onkel vom Mars“ erstmals in deutscher Sprache synchronisieren.

## Sonstiges
- Pegasus Hobbies veröffentlichte 2011 einen Plastik-Modellbausatz von Onkel Martins Raumschiff zusammen mit einer Figur von Ray Walston als Marsianer.
- Am Ende des Films Martians – Ein Außerirdischer kommt selten allein stimmte ein Außerirdischer den Titelsong der Serie My Favorite Martian an.
- In der TV-Serie Der unglaubliche Hulk - Episode 3.05 My Favorite Magician hatten Ray Walston und Bill Bixby wieder einen gemeinsamen Auftritt.
- Mit ähnlicher Situationskomik ließen sich die Fernsehserien Bezaubernde Jeannie (1965–1970) und Verliebt in eine Hexe (1964–1972) von Mein Onkel vom Mars inspirieren, wo die Titelfigur ebenfalls übernatürliche Kräfte hatte, jedoch nicht mit überlegener wissenschaftlicher Technik, sondern mit Magie.

## Zeichentrickserie
Eine Zeichentrickserie wurde von Filmation produziert und lief 16 Episoden lang zwischen 1973 und 1975 bei der CBS auch unter dem Titel My Favorite Martians sowie im Jahr 1977 unter dem Titel Mein Onkel vom Mars im ZDF. Ende der 90er Jahre lief sie neu synchronisiert auf SF – Der Science-Fiction-Kanal unter dem neuen Titel Marsianer mit Pfiff.
Für die Zeichentrickserie benutzte man teilweise einige Drehbücher der nicht mehr gedrehten 4. Staffel der Realserie.
Das ZDF benutzte bei der Zeichentrickserie den gleichen deutschen Titelsong wie bei der Realserie (ergänzt mit einigen Geräuschen aus der Zeichentrickserie), bei DF1 dagegen gab es den englischen Originalsong zu hören.

### Sprecher
Die englischsprachigen Sprecher und ihre Rollen waren Jonathan Harris als Martin, Howard Morris als Tim O’Hara, Lane Schiemer als Andromeda, Jane Webb als Katy O’Hara. Howard Morris sprach zusätzlich auch Bill, Tiny, Crumbs, Chump und Okey. Jane Webb lieh zusätzlich den Charakteren Lorelei, Jan, Coral und Miss Casserole ihre Stimme. Das ZDF verwendete die gleichen Sprecher wie bei der Realserie.

### Episodenliste
| Nr. | Englischer Titel              | Deutscher SF/DF1-Titel        | Deutscher ZDF-Titel                          | ZDF-Erstausstrahlung | ZDF-Länge |
| --- | ----------------------------- | ----------------------------- | -------------------------------------------- | -------------------- | --------- |
| 1.  | Check Up                      | Der doppelte Andy             | Ein verregnetes Picknick                     | 26. November 1977    | 21:51     |
| 2.  | Life Style                    | Reise in die Phantasie        | Wer hat grünes Blut                          | 10. Dezember 1977    | 21:55     |
| 3.  | Home Schtick                  | Heimweh nach dem Mars         | Heimweh                                      | 1. April 1978        | 21:53     |
| 4.  | Wall to Wall Flower           | Hildegard, das Mauerblümchen  | Aschenputtel Hildegard                       | 4. Februar 1978      | 21:58     |
| 5.  | The Cleo Paper                | Eine antike Romanze           | Wohnt hier Cleopatra?                        | 11. März 1978        | 21:58     |
| 6.  | Robot Tailer                  | Ein Blechmädchen für alles    | Die Reise zum Himalaya                       | 14. Januar 1978      | 21:53     |
| 7.  | Lonely Oki                    | Tierische Freunde             | Okies neues Freunde                          | 11. Februar 1978     | 21:58     |
| 8.  | Triple Trouble                | Einmal zuviel geärgert        | Der dreifache Andy                           | 25. März 1978        | 21:57     |
| 9.  | The Incredible Shrinking Ship | Raumschiff Schrumpelstilzchen | Wo ist Martins Raumschiff?                   | 28. Januar 1978      | 21:57     |
| 10. | My Favorite Neighbor          | Die Lieblingsnachbarin        | Andy haut daneben                            | 4. März 1978         | 21:54     |
| 11. | Allergy                       | Volle Nasen                   | Andy geht in die Luft                        | 18. März 1978        | 21:55     |
| 12. | Truant Teacher                | Eine Lehrerin verschwindet    | Fräulein Schussel ist verschwunden           | 7. Januar 1978       | 21:53     |
| 13. | Love - Martian's Style        | Zarte Bande eisgekühlt        | Was ist mit Brads Affen los?                 | 15. April 1978       | 21:51     |
| 14. | The Chump Who Cried Chimp     | Martins Wunderdünger          | Von glücklichen Pflanzen und traurigen Affen | 17. Dezember 1977    | 21:52     |
| 15. | Credibility Gap               | Bernice läßt nicht locker     | Besuch aus Pittsburg                         | 18. Februar 1978     | 21:54     |
| 16. | Garage Sale                   | Die fliegende Garage          | Die Planierraupe im Vorgarten                | 3. Dezember 1977     | 21:42     |